# Cime de Caron
Pour les articles homonymes, voir Caron.
La cime de Caron, ou cime Caron, est un sommet situé dans le massif de la Vanoise, en Savoie, dans la région Auvergne-Rhône-Alpes.

## Toponymie
Selon Adolphe Gros, « Caron » est un « nom patronymique très répandu ».

## Géographie

### Situation

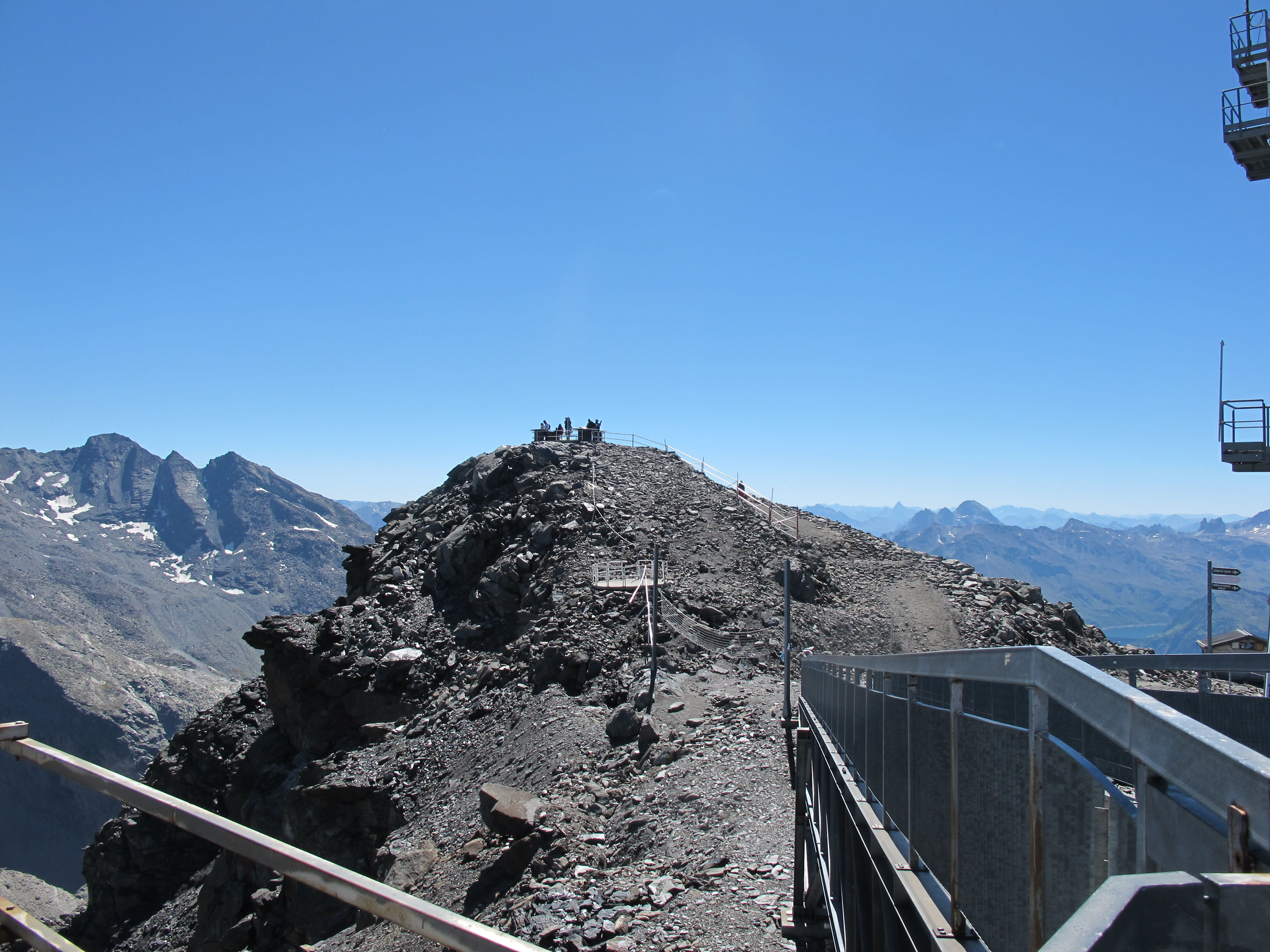
Le sommet vu depuis la gare d'arrivée du téléphérique en 2016.

La cime Caron est un sommet de 3 193 m d'altitude entre les communes des Belleville et d'Orelle,.
Ce sommet est sur la limite nord de la Maurienne et sur la limite sud de la vallée des Belleville en Tarentaise, un peu à l'est du mont Bréquin et à l'ouest de la pointe du Bouchet.
Elle se situe dans la station de ski d'Orelle, dans le domaine skiable des Trois Vallées où elle est aussi connue pour avoir longtemps été le plus haut sommet du domaine skiable, et maintenant le second derrière la pointe du Bouchet.

### Géologie
Ce sommet est principalement constitué de conglomérats, de grès et d'arkoses micacés, de schistes (principalement des lutites et des siltites), de charbon (particulièrement de l'anthracite), datant d'entre le Westphalien et le Stéphanien inférieur,.

## Accès
Plusieurs accès sont possibles pour accéder à la cime de Caron. Des sentiers passant par le col de Caron et le col de Lauzun permettent un accès hors saison d'hiver. En saison, il est possible d'accéder à la cime de Caron à partir de Val Thorens dans la vallée des Belleville ou d'Orelle respectivement via le téléphérique de Caron et la télécabine d'Orelle-Caron, deux remontées mécaniques qui arrivent au sommet.  

### Téléphérique de la Cime Caron

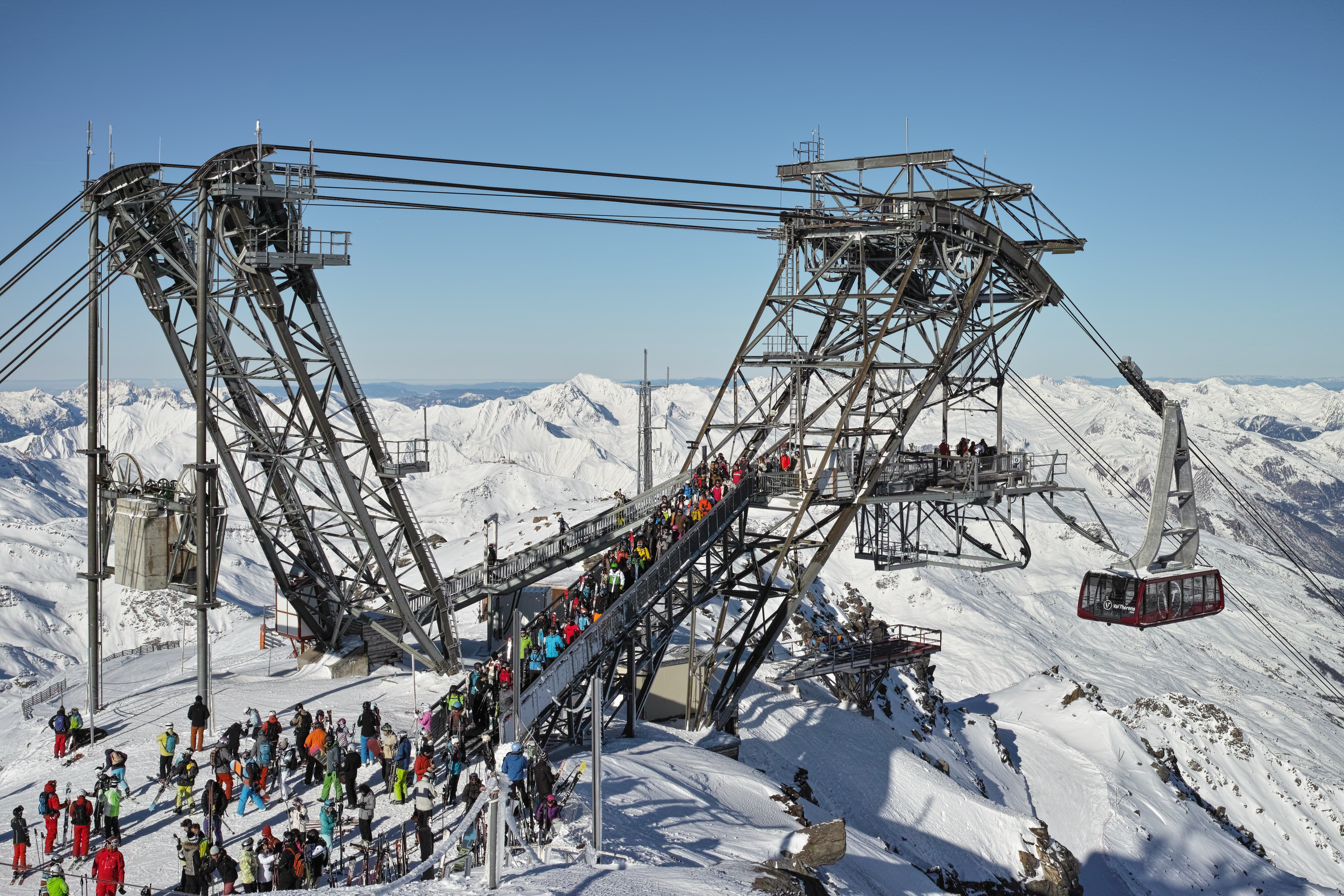
Arrivée du téléphérique de la Cime Caron sur le sommet.

Pour accéder à la cime de Caron depuis Val Thorens, il est nécessaire d'emprunter la télécabine de Caron puis le téléphérique de la Cime Caron de 150 places, le plus conséquent du monde en termes de capacité de remplissage de passagers à sa construction, en 1982, construction qui est restée une prouesse pour l'époque, œuvre du constructeur français Poma. Son arrivée, à moitié suspendue dans le vide, est considérée comme l'une des plus impressionnantes au monde.
En 2010, le téléphérique subit une importante rénovation. Les cabines sont à cette occasion remplacées. Au début de la saison hiver 2018-2019, une panne du téléphérique rend inaccessible le sommet pour le restant de la saison, amputant Val Thorens d'une partie importante de son domaine skiable.

### Télécabines d'Orelle et d'Orelle-Caron

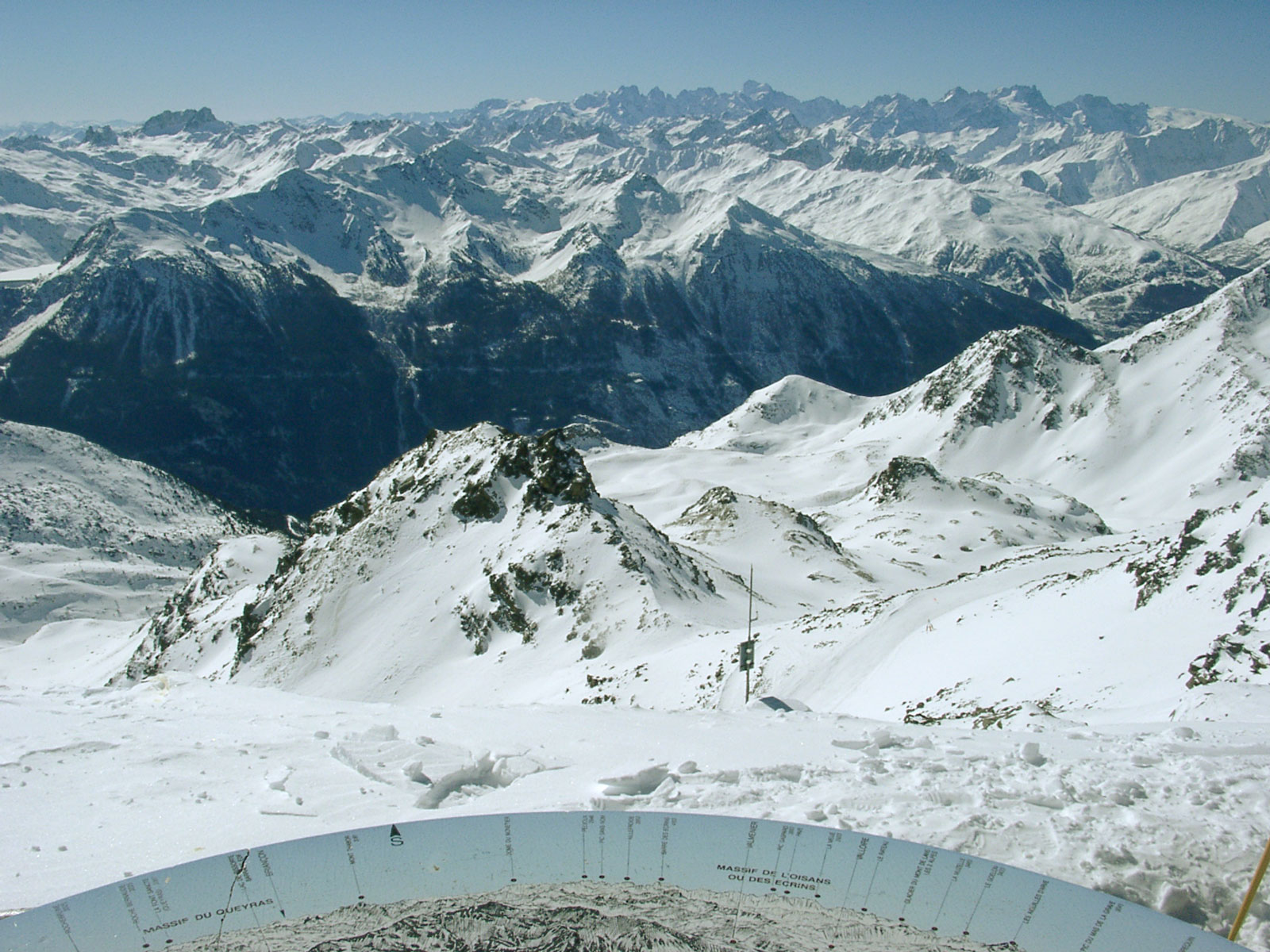
Panorama en haut de la cime de Caron en direction notamment de la Maurienne et du massif des Écrins au sud.

Depuis Orelle, l'accès est possible par deux tronçons de télécabines successives :
- la télécabine d'Orelle qui relie la route départementale 1006 à Plan-Bouchet et remplace l'ancienne télécabine des 3 Vallées Express ;
- la télécabine d'Orelle-Caron qui relie l'arrivée de la télécabine d'Orelle au sommet de la cime de Caron.

Les deux appareils de manufacture Dopplmayr sont indépendants l'un par rapport à l'autre.
La construction de ces deux installations par la SETAM (Société d'exploitation Tarentaise-Maurienne) et la STOR (Société des téléphériques d'Orelle) a été critiquée pour son impact fort sur l'environnement. Le Conseil national de la protection de la nature (CNPN) avait rendu un premier avis défavorable au projet notamment à cause de la présence d'espèces protégées dans le secteur. Les installations ont finalement pu être mises en service pour la saison 2021-2022 notamment grâce à la suppression du télésiège Glacier sur le glacier de Péclet,,.
Avec un investissement de 43 millions d'euros ces installations permettent de passer d'une altitude de 876 m à une altitude de 3 186 m, soit un dénivelé de 2 310 m en une vingtaine de minutes.

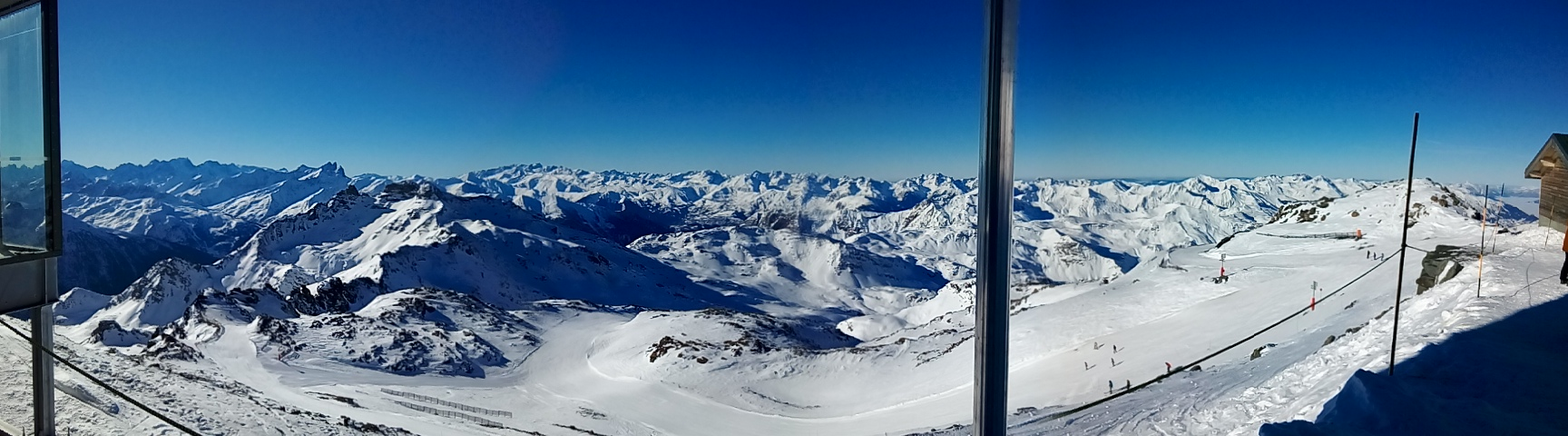
Vue depuis la cime Caron en direction du sud-ouest (piste noire Combe de Rosaël d'Orelle située au-dessous).